# Centre de commutation
Un centre de commutation (aussi appelé central téléphonique, central, centre téléphonique ; en anglais, central office ou wire center) est le bâtiment hébergeant un répartiteur téléphonique et des équipements de commutation téléphonique.
En raison de l’époque de création des services téléphoniques dans les différentes villes, ces bâtiments sont souvent de style art nouveau ou art déco. 